# The Gift (The Jam)
| Recensione | Giudizio |
| ---------- | -------- |
| AllMusic   |          |

The Gift è l'ultimo album in studio del gruppo inglese The Jam, pubblicato nel 1982 dalla Polydor Records. L'album raggiunse la prima posizione nelle classifiche inglesi, nonostante le contrastanti opinioni espresse sia dalla critica che dai fan. Alla pubblicazione dell'album seguirono i singoli The Bitterest Pill (I Ever Had to Swallow), che si posizionò al secondo posto delle classifiche inglesi, e Beat Surrender, che si posizionò alla prima posizione delle stesse classifiche. Dopo lo svolgimento dell'ultimo tour in Inghilterra, il gruppo si scioglierà sempre durante il 1982, e successivamente Paul Weller fonderà gli Style Council.

## Tracce
Lato A
1. Happy Together - 2:51
2. Ghosts - 2:11
3. Precious - 4:13
4. Just Who Is The 5 O'Clock Hero? - 2:15
5. Trans-Global Express - 3:59

Lato B
1. Running On The Spot - 3:06
2. Circus (Bruce Foxton) - 2:11
3. The Planner's Dream Goes Wrong - 2:19
4. Carnation - 3:28
5. Town Called Malice - 2:55
6. The Gift - 3:08

## Formazione
- Paul Weller - voce, chitarra
- Bruce Foxton - basso
- Rick Buckler - batteria